# 迷航
《迷航》（Lost Course）是一部2019年的香港纪录片，由李哲昕执导，主要讲述2011年广东乌坎村民众的抗争事迹：土地被贪官非法变卖之后，村民自发进行的一系列民主探索运动，及之后8年经历的政治风波。
影片分为上下两部，上半部题为“抗争”，回首事件的根由，记录村民试图通过争取公平选举来重夺对土地的权力；下半部为“之后”，聚焦乌坎村人抗争后的困境。

## 荣誉奖项
- 2019年：加拿大温哥华国际电影节[2]
- 2019年：香港亚洲电影节[2]
- 2020年：金马奖最佳纪录片[1]